# Jumellea anjouanensis
Jumellea anjouanensis là một loài thực vật có hoa trong họ Lan. Loài này được (Finet) H.Perrier mô tả khoa học đầu tiên năm 1941.